# Matevž Skok
Matevž Skok, född 2 september 1986, är en slovensk handbollsmålvakt.
Skok tävlade för Slovenien vid OS 2016 i Rio de Janeiro. Han var en del av Sloveniens lag som blev utslagna i kvartsfinalen mot Danmark i herrarnas turnering.

## Klubbar
- RK Velenje (2001–2011)
- RK Celje (2011–2015)
- TuS N-Lübbecke (2015–2016)
- RK Zagreb (2016–2017)
- Sporting CP (2018–2022)
- RK Velenje (2022–)